# Kolāyat
Kolāyat är en ort i Indien.   Den ligger i distriktet Bīkāner och delstaten Rajasthan, i den nordvästra delen av landet, 400 km väster om huvudstaden New Delhi. Kolāyat ligger 221 meter över havet och antalet invånare är 7 346.
Terrängen runt Kolāyat är platt. Runt Kolāyat är det ganska glesbefolkat, med 48 invånare per kvadratkilometer. Det finns inga andra samhällen i närheten. Omgivningarna runt Kolāyat är i huvudsak ett öppet busklandskap.